# Нефёдов, Иван Васильевич (1883)
Иван Васильевич Нефёдов (1883—1974) — российский революционер, советский партийный деятель.

## Биография

Памятная доска в Ростове-на-Дону

Родился 24 августа 1883 года в крестьянской семье.
После школы работал на машиностроительном заводе О. Э. Беринга в Саратове и в Саратовских железнодорожных мастерских. Участвовал в рабочем кружке. Стал членом РСДРП в 1903 году. Участвовал в стачке саратовских рабочих против расстрела демонстрации в Петербурге 9 января 1905 года и митинге в поддержку вооруженной борьбы московских рабочих. Арестовывался, сидел в саратовской и ростовской тюрьмах тюрьмы. Жил под гласным надзором полиции в Ростове-на-Дону. Затем создавал Туапсинскую подпольную большевистскую организацию РСДРП (1915 год) и руководил забастовочным движением рабочих. 
Участвовал в Гражданской войне. С 1917 по 1919 годы являлся членом Революционного комитета Красной гвардии в Туапсе, был военным комиссаром 11-й армии по заготовкам продовольствия. С 1919 по 1923 годы служил комиссаром второго дивизиона подвижного госпиталя Кубанской армии. В 1923 году по состоянию здоровья был демобилизован из Красной армии.
С 1924 года жил в Ростове-на-Дону, работал управляющим межобластных снабженческих контор «Химуголь», «Цветметзолото», «Машстройснаб». Избирался членом Ростовского обкома КПСС. 
Будучи членом КПСС, был делегатом XXII и XXIII съездов партии. 
Умер в 1974 году в Ростове-на-Дону. На доме, где он жил, установлена мемориальная доска.
Автор книги «Мы ровесники (60 лет в партии)». Ростов н/Д : Кн. изд-во, 1963. Был награждён двумя орденами Ленина, орденом Октябрьской Революции и медалями. 

## Память
- Имя И. В. Нефёдова носит улица в Ленинском районе Ростова-на-Дону.
- На доме № 36 по проспекту Соколова установлена мемориальная доска.[3]